# Dolgcajt
Dolgcajt je debitanski album skupine Pankrti, ki je izšel na kulturni praznik 8. februarja 1980 pri RTV Ljubljana v 10.000 izvodih, produciral ga je Igor Vidmar. Predstavlja prvi punk rock album na Slovenskem in v tedanji Jugoslaviji, ki je vidno prispeval k razvoju civilne družbe in demokratizaciji. Izdaja albuma pomeni tudi prelomnico v razvoju rokernol glasbe v Sloveniji, saj je z njim ta končno uspel prikazati vso takratno mladostniško jezo in brezkompromostnost ter reakcijo na praznino v slovenskem okolju. Pomembno je vplival tudi na ustvarjalnost in samozavest številnih mladih skupin in celotne kulturne scene, ki se je kasneje razvila in končala z osamosvojitvijo Slovenije.
Dimitrij Rupel je album v svoji tedanji recenziji uvrstil med »to morate preslišati«. Leta 2006 je bil premierno predvajan dokumentarni film Dolgcajt po scenariju Igorja Bašina in Barbare Kelbl ter v režiji Igorja Zupeja, ki govori o nastajanju in pomenu albuma.
Leta 2012 je bil v časopisu Dnevnik uvrščen na seznam najboljših slovenskih albumov.

## Seznam pesmi
| Št. | Naslov                            | Pisec                                                  | Dolžina |
| --- | --------------------------------- | ------------------------------------------------------ | ------- |
| 1.  | „Kruha in iger‟                   | Dušan Žiberna, Peter Lovšin                            | 1:58    |
| 2.  | „Počitnice na morju‟              | Boris Kramberger, Žiberna, Lovšin                      | 2:48    |
| 3.  | „Civili in vojaki‟                | Gregor Tomc, Mitja Prijatelj                           | 3:25    |
| 4.  | „Metka‟                           | Žiberna, Lovšin                                        | 3:08    |
| 5.  | „Lepi in prazni‟                  | Žiberna, Tomc                                          | 3:04    |
| 6.  | „Zelenye berega peysažov/Ljubica‟ | Žiberna, Lovšin                                        | 3:59    |
| 7.  | „Jest sem na Liniji‟              | Žiberna, Lovšin                                        | 1:32    |
| 8.  | „Kdo so ti ljudje‟                | Žiberna, Tomc, Prijatelj, Lovšin                       | 2:19    |
| 9.  | „Sedemnajst‟                      | Žiberna, Tomc                                          | 1:22    |
| 10. | „Totalna revolucija‟              | Žiberna, Prijatelj, Lovšin                             | 1:58    |
| 11. | „Pazi, fant, ura zvoni‟           | Žiberna, Tomc                                          | 1:42    |
| 12. | „Otroci‟                          | Kramberger, Žiberna, Prijatelj, Lovšin, Slavc Colnarič | 3:47    |
| 13. | „Računajte z nami‟                | Žiberna, Tomc                                          | 2:22    |
| 14. | „Podgane iz Ljubljane‟            | Kramberger, Žiberna, Tomc, Lovšin                      | 2:18    |

## Sodelujoči
- Peter Lovšin — vokal
- Boris Kramberger — bas
- Slavc Colnarič — bobni
- Mitja Prijatelj — kitara
- Dušan Žiberna — kitara
- Borut Činč — klaviature